# Wakes Colne
Wakes Colne est un village et une paroisse civile de l'Essex, en Angleterre.